# Función bulto

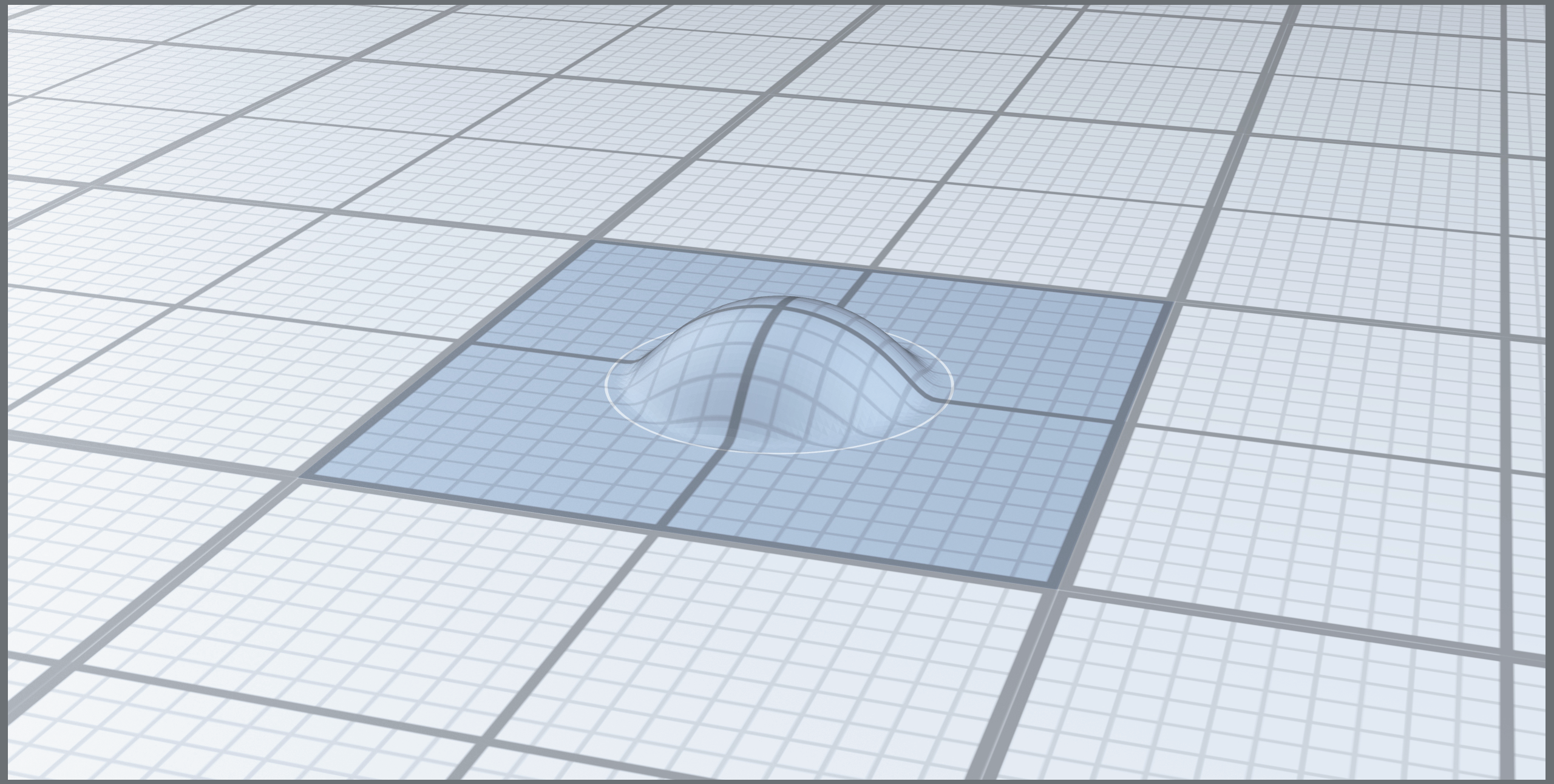
La gráfica de la función bulto donde y

En matemáticas, una función bulto o función de prueba (en inglés, respectivamente "bump function" y "test function") es una función {\displaystyle f:\mathbb {R} ^{n}\to \mathbb {R} } en un espacio euclídeo {\displaystyle \mathbb {R} ^{n}} que es a la vez suave (en el sentido de tener derivadas continuas de todos los órdenes) y compactamente soportada. El conjunto de todas las funciones bulto con dominio {\displaystyle \mathbb {R} ^{n}} forma un espacio vectorial, denotado {\displaystyle \mathrm {C} _{0}^{\infty }(\mathbb {R} ^{n})} o {\displaystyle \mathrm {C} _{\mathrm {c} }^{\infty }(\mathbb {R} ^{n}).} El espacio dual de este espacio dotado de una topología adecuada es el espacio de distribuciones.

## Ejemplos
La función {\displaystyle \Psi :\mathbb {R} \to \mathbb {R} } dada por
{\displaystyle \Psi (x)={\begin{cases}\exp \left(-{\frac {1}{1-x^{2}}}\right),&x\in (-1,1)\\0,&{\text{ en caso contrario}}\end{cases}}=\exp \left(-{\frac {1}{1-\min(1,x^{2})}}\right)}

La función bulto 1d

es un ejemplo de una función bulto en una dimensión. De su construcción se desprende claramente que esta función tiene soporte compacto, ya que una función de la recta real tiene soporte compacto si y solo si tiene soporte cerrado acotado. La prueba de suavidad sigue la misma línea que para la función relacionada analizada en el artículo sobre funciones suaves no analíticas. Esta función se puede interpretar como la función gaussiana {\displaystyle \exp \left(-y^{2}\right)} escalada para ajustarse en el disco unitario: la sustitución {\displaystyle y^{2}={1}/{\left(1-x^{2}\right)}} corresponde al envío de {\displaystyle x=\pm 1} a {\displaystyle y=\infty .}
Un ejemplo simple de una función bulto (cuadrada) en {\displaystyle n} variables se obtiene tomando el producto de {\displaystyle n} copias de la función bulto anterior en una variable, por lo que
{\displaystyle \Phi (x_{1},x_{2},\dots ,x_{n})=\Psi (x_{1})\Psi (x_{2})\cdots \Psi (x_{n}).}
Funciones de transición suave
Considérese la función
{\displaystyle f(x)={\begin{cases}e^{-{\frac {1}{x}}}&{\text{ si }}x>0,\\0&{\text{ si }}x\leq 0,\end{cases}}}
definida para cada número real x.
La función
{\displaystyle g(x)={\frac {f(x)}{f(x)+f(1-x)}},\qquad x\in \mathbb {R} ,}

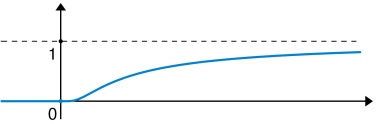
La función suave no analítica f(x) considerada en el artículo

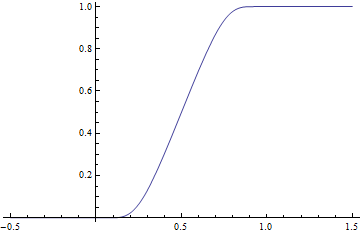
La transición suave g de 0 a 1 definida aquí

tiene un denominador estrictamente positivo en toda la recta real, por lo que g también es suave. Además, g(x) = 0 para x ≤ 0 y g(x) =  1 para x ≥ 1, por lo que proporciona una transición suave del nivel 0 al nivel 1 en el intervalo unidad [0, 1]. Para tener una transición suave en el intervalo real [a, b] con a < b, considérese la función
{\displaystyle \mathbb {R} \ni x\mapsto g{\Bigl (}{\frac {x-a}{b-a}}{\Bigr )}.}
Para números reales a < b < c < d, la función suave
{\displaystyle \mathbb {R} \ni x\mapsto g{\Bigl (}{\frac {x-a}{b-a}}{\Bigr )}\,g{\Bigl (}{\frac {d-x}{d-c}}{\Bigr )}}
es igual a 1 en el intervalo cerrado [b, c] y desaparece fuera del intervalo abierto (a, d), por lo que puede servir como función bulto.
Se debe tener precaución ya que, por ejemplo, tomar {\displaystyle \{a=-1\}<\{b=c=0\}<\{d=1\}} conduce a:
{\displaystyle q(x)={\frac {1}{1+e^{\frac {1-2|x|}{x^{2}-|x|}}}}}
que no es una función infinitamente diferenciable (por lo tanto, no es suave), por lo que las restricciones a < b < c < d deben cumplirse estrictamente.
Algunos datos interesantes sobre la función:
{\displaystyle q(x,a)={\frac {1}{1+e^{\frac {a(1-2|x|)}{x^{2}-|x|}}}}}
Se da el caso de que el valor {\displaystyle q\left(x,{\frac {\sqrt {3}}{2}}\right)} produce curvas de transición suaves con bordes de pendiente "casi" constante (que se comportan como líneas rectas inclinadas en un intervalo de medida distinto de cero)
Un ejemplo propio de una función bulto será:
{\displaystyle u(x)={\begin{cases}{\frac {1}{1+e^{\frac {1-2|x|}{x^{2}-|x|}}}}&{\text{ si }}|x|<1,\\0&{\text{ si }}|x|\geq 1,\end{cases}}}
Un ejemplo propio de una función de transición suave será:
{\displaystyle w(x)={\begin{cases}{\frac {1}{1+e^{\frac {2x-1}{x^{2}-x}}}}&{\text{ si }}0<x<1,\\0&{\text{ si }}x\leq 0,\\1&{\text{ si }}x\geq 1,\end{cases}}}
donde se puede observar que se puede representar también mediante la función hiperbólica:
{\displaystyle {\frac {1}{1+e^{\frac {2x-1}{x^{2}-x}}}}={\frac {1}{2}}\left(1-\tanh \left({\frac {2x-1}{2(x^{2}-x)}}\right)\right)}

## Existencia de funciones bulto

Una ilustración de la construcción de conjuntos

Es posible construir funciones de respuesta "según especificaciones dadas". Dicho formalmente, si {\displaystyle K} es un espacio compacto arbitrario en {\displaystyle n} dimensiones y {\displaystyle U} es un conjunto abierto que contiene a {\displaystyle K,} existe una función bulto {\displaystyle \phi } que es {\displaystyle 1} en {\displaystyle K} y {\displaystyle 0} fuera de {\displaystyle U.} Dado que {\displaystyle U} puede considerarse un entorno muy pequeño de {\displaystyle K,} esto equivale a poder construir una función que sea {\displaystyle 1} en {\displaystyle K} y que caiga rápidamente a {\displaystyle 0} fuera de {\displaystyle K,} sin dejar de ser suave.
Funciones bulto definidas en términos de convolución
La construcción se desarrolla de la siguiente manera. Se considera un entorno compacto {\displaystyle V} de {\displaystyle K} contenido en {\displaystyle U,} por lo que {\displaystyle K\subseteq V^{\circ }\subseteq V\subseteq U.} La función característica {\displaystyle \chi _{V}} de {\displaystyle V} será igual a {\displaystyle 1} en {\displaystyle V} y {\displaystyle 0} fuera de {\displaystyle V,} por lo que, en particular, será {\displaystyle 1} en {\displaystyle K} y {\displaystyle 0} fuera de {\displaystyle U.} Sin embargo, esta función no es suave. La idea clave es suavizar un poco {\displaystyle \chi _{V}}, tomando la convolución de {\displaystyle \chi _{V}} con un apaciguador, una función bulto con un soporte muy pequeño y cuya integral es {\displaystyle 1.} Tal proceso de suavizado se puede obtener, por ejemplo, tomando la función bulto {\displaystyle \Phi } de la sección anterior y realizando los escalamientos apropiados.
Funciones bulto definidas en términos de una función {\displaystyle c:\mathbb {R} \to [0,\infty )} con soporte {\displaystyle (-\infty ,0]}
Ahora se detalla una construcción alternativa que no implica convolución. Se comienza construyendo una función suave {\displaystyle f:\mathbb {R} ^{n}\to \mathbb {R} } que es positiva en un subconjunto abierto dado {\displaystyle U\subseteq \mathbb {R} ^{n}} y desaparece en {\displaystyle U.} El soporte de esta función es igual al cierre {\displaystyle {\overline {U}}} de {\displaystyle U} en {\displaystyle \mathbb {R} ^{n},} por lo que si {\displaystyle {\overline {U}}} es compacto, entonces {\displaystyle f} es una función bulto.
Comiéncese con cualquier función suave {\displaystyle c:\mathbb {R} \to \mathbb {R} } que desaparezca en los reales negativos y sea positiva en los reales positivos (es decir, {\displaystyle c=0} en {\displaystyle (-\infty ,0)} y {\displaystyle c>0} en {\displaystyle (0,\infty ),} donde la continuidad desde la izquierda requiere que {\displaystyle c(0)=0}). Un ejemplo de dicha función es {\displaystyle c(x):=e^{-1/x}} para {\displaystyle x>0} y {\displaystyle c(x):=0} en caso contrario.
Se corrige un subconjunto abierto {\displaystyle U} de {\displaystyle \mathbb {R} ^{n}} y se denota el espacio euclídeo habitual por {\displaystyle \|\cdot \|} (de modo que {\displaystyle \mathbb {R} ^{n}} está dotado de la distancia euclídea habitual).
La siguiente construcción define una función suave {\displaystyle f:\mathbb {R} ^{n}\to \mathbb {R} } que es positiva en {\displaystyle U} y desaparece fuera de {\displaystyle U.} Entonces, en particular, si {\displaystyle U} es relativamente compacta, entonces esta función {\displaystyle f} será una función bulto.
Si {\displaystyle U=\mathbb {R} ^{n}}, entonces sea {\displaystyle f=1}, mientras que si {\displaystyle U=\varnothing }, entonces sea {\displaystyle f=0.} Supóngase que {\displaystyle U} no es ninguno de estos dos conjuntos. Sea {\displaystyle \left(U_{k}\right)_{k=1}^{\infty }} un recubrimiento abierto de {\displaystyle U} por bolas abiertas, donde la bola abierta {\displaystyle U_{k}} tiene radio {\displaystyle r_{k}>0} y centro {\displaystyle a_{k}\in U.} Entonces, la aplicación {\displaystyle f_{k}:\mathbb {R} ^{n}\to \mathbb {R} } definida por {\displaystyle f_{k}(x)=c\left(r_{k}^{2}-\left\|x-a_{k}\right\|^{2}\right)} es una función suave que es positiva en {\displaystyle U_{k}} y desaparece de {\displaystyle U_{k}.}
Por cada {\displaystyle k\in \mathbb {N} ,} sea
{\displaystyle M_{k}=\sup \left\{\left|{\frac {\partial ^{p}f_{k}}{\partial ^{p_{1}}x_{1}\cdots \partial ^{p_{n}}x_{n}}}(x)\right|~:~x\in \mathbb {R} ^{n}{\text{ y }}p_{1},\ldots ,p_{n}\in \mathbb {Z} {\text{ satisface }}0\leq p_{i}\leq k{\text{ y }}p=\sum _{i}p_{i}\right\},}
cuando este supremo no es igual a {\displaystyle +\infty } (por lo que {\displaystyle M_{k}} es un número real no negativo) porque {\displaystyle \left(\mathbb {R} ^{n}\setminus U_{k}\right)\cup {\overline {U_{k}}}=\mathbb {R} ^{n},} todas las derivadas parciales desaparecen (es decir, son iguales a {\displaystyle 0}) en cualquier {\displaystyle x} fuera de {\displaystyle U_{k},} mientras que en el conjunto compacto {\displaystyle {\overline {U_{k}}},} los valores de cada una de las (finitamente muchas) derivadas parciales están (uniformemente) superiormente acotadas por algún número real no negativo.
La serie
{\displaystyle f~:=~\sum _{k=1}^{\infty }{\frac {f_{k}}{2^{k}M_{k}}}}
converge uniformemente en {\displaystyle \mathbb {R} ^{n}} a una función suave {\displaystyle f:\mathbb {R} ^{n}\to \mathbb {R} } que es positiva en {\displaystyle U} y se anula fuera de {\displaystyle U.}
Además, para cualquier número entero no negativo {\displaystyle p_{1},\ldots ,p_{n}\in \mathbb {Z} ,}
{\displaystyle {\frac {\partial ^{p_{1}+\cdots +p_{n}}}{\partial ^{p_{1}}x_{1}\cdots \partial ^{p_{n}}x_{n}}}f~=~\sum _{k=1}^{\infty }{\frac {1}{2^{k}M_{k}}}{\frac {\partial ^{p_{1}+\cdots +p_{n}}f_{k}}{\partial ^{p_{1}}x_{1}\cdots \partial ^{p_{n}}x_{n}}}}
donde esta serie también converge uniformemente en {\displaystyle \mathbb {R} ^{n}} (porque siempre que {\displaystyle k\geq p_{1}+\cdots +p_{n},} entonces el valor absoluto del término {\displaystyle k}th es {\displaystyle \leq {\tfrac {M_{k}}{2^{k}M_{k}}}={\tfrac {1}{2^{k}}}}). Esto completa la construcción.
Como corolario, dados dos subconjuntos cerrados disjuntos {\displaystyle A,B} de {\displaystyle \mathbb {R} ^{n},} la construcción anterior garantiza la existencia de funciones {\displaystyle f_{A},f_{B}:\mathbb {R} ^{n}\to [0,\infty )} suaves y no negativas tales que para cualquier {\displaystyle x\in \mathbb {R} ^{n},} {\displaystyle f_{A}(x)=0} si y solo si {\displaystyle x\in A,} y de manera similar, {\displaystyle f_{B}(x)=0} si y solo si {\displaystyle x\in B,} entonces la función
{\displaystyle h~:=~{\frac {f_{A}}{f_{A}+f_{B}}}:\mathbb {R} ^{n}\to [0,1]}
es suave y para cualquier {\displaystyle x\in \mathbb {R} ^{n},} {\displaystyle h(x)=0} si y solo si {\displaystyle x\in A,} {\displaystyle h(x)=1} si y solo si {\displaystyle x\in B,} y {\displaystyle 0<h(x)<1} si y solo si {\displaystyle x\not \in A\cup B.}
En particular, {\displaystyle h(x)\neq 0} si y solo si {\displaystyle x\in \mathbb {R} ^{n}\smallsetminus A,} entonces si además {\displaystyle U:=\mathbb {R} ^{n}\smallsetminus A} es relativamente compacto en {\displaystyle \mathbb {R} ^{n}} (donde {\displaystyle A\cap B=\varnothing } implica que {\displaystyle B\subseteq U}), entonces {\displaystyle h} será una función bulto suave con soporte en {\displaystyle {\overline {U}}.}

## Propiedades y usos
Si bien las funciones bulto son suaves, el teorema de identidad prohíbe que sean analíticas a menos que se anulen de manera idéntica. Las funciones bulto se utilizan a menudo como apaciguadores, como funciones de corte suaves y para formar particiones de la unidad suaves. Son la clase más común en la teoría de distribuciones utilizada en el análisis. El espacio de las funciones bulto está cerrado en muchas operaciones. Por ejemplo, la suma, producto o convolución de dos funciones bulto es nuevamente una función bulto, y cualquier operador diferencial con coeficientes suaves, cuando se aplica a una función bulto, producirá otra función bulto.
Si los límites del dominio de la función bulto son {\displaystyle \partial x,} para cumplir el requisito de "suavidad", debe preservar la continuidad de todas sus derivadas, lo que lleva al siguiente requisito en los límites de su dominio:
{\displaystyle \lim _{x\to \partial x^{\pm }}{\frac {d^{n}}{dx^{n}}}f(x)=0,\,{\text{ para todo }}n\geq 0,\,n\in \mathbb {Z} }
La transformada de Fourier de una función bulto es una función analítica (real) y se puede extender a todo el plano complejo: por lo tanto, no se puede soportar de manera compacta a menos que sea cero, ya que la única función bulto analítica completa es la función cero (véase el teorema de Paley–Wiener) y el teorema de Liouville). Debido a que una función bulto es infinitamente diferenciable, su transformada de Fourier debe decaer más rápido que cualquier potencia finita de {\displaystyle 1/k} para una frecuencia angular grande {\displaystyle |k|.} La transformada de Fourier de la función bulto particular
{\displaystyle \Psi (x)=e^{-1/(1-x^{2})}\mathbf {1} _{\{|x|<1\}}}
vista anteriormente, puede ser analizada mediante el método del punto de silla, y decae asintóticamente como
{\displaystyle |k|^{-3/4}e^{-{\sqrt {|k|}}}}
para valores grandes de {\displaystyle |k|.}